# Formica parvula
Formica parvula är en myrart som beskrevs av Presl 1822. Formica parvula ingår i släktet Formica och familjen myror. Inga underarter finns listade i Catalogue of Life.